# Episteira colligata
Episteira colligata là một loài bướm đêm trong họ Geometridae.